# Naïssam Jalal

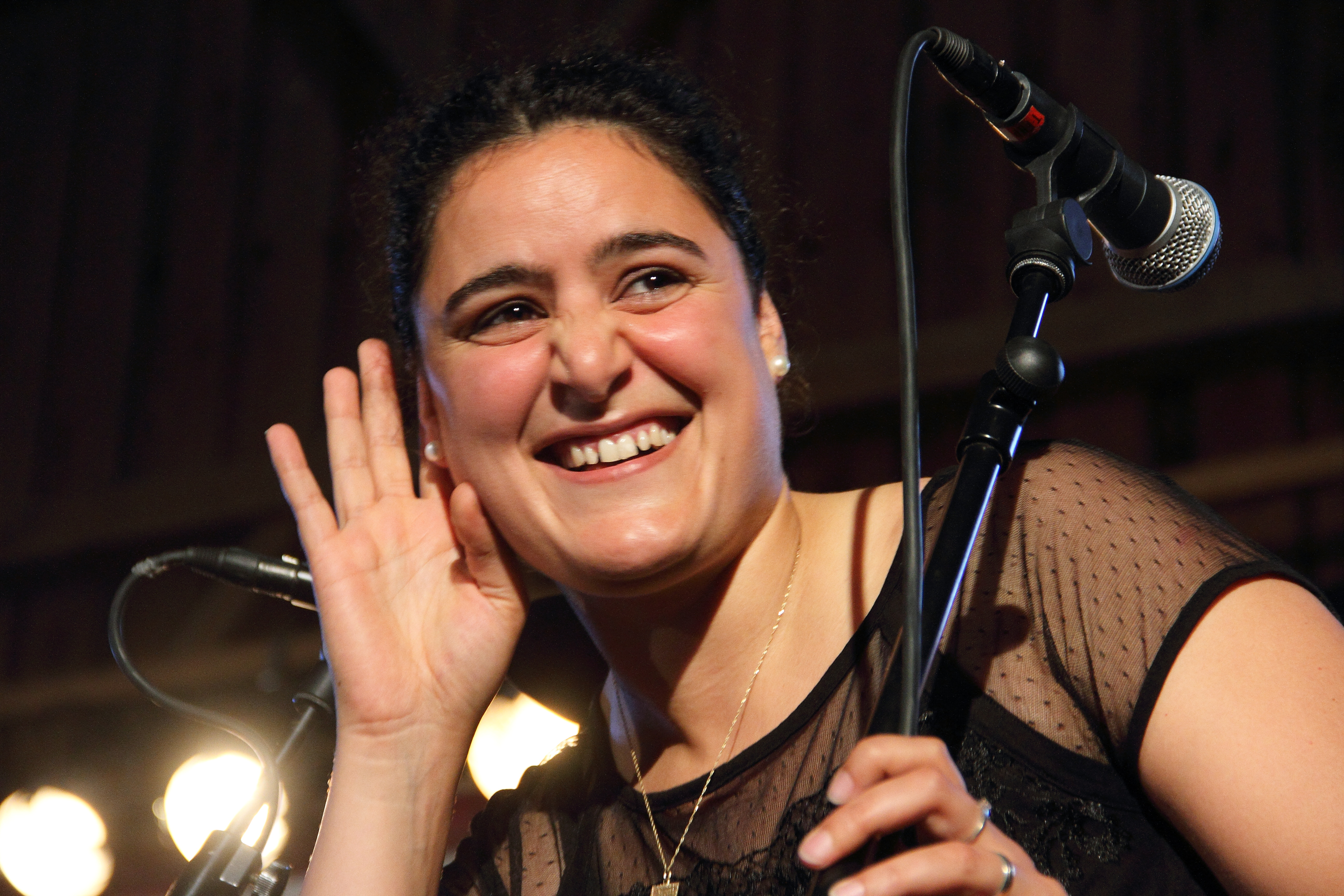
Naïssam Jalal & Rhythms of Resistance feat. Mederic Colignon auf dem INNtöne Jazzfestival 2017

Naïssam Jalal (arabisch نيسم جلال, DMG Naisam Ǧall, auch Naysam Jalāl, * 1984 in Paris) ist eine französische Flötistin (Nay) und Komponistin, die sich stilistisch zwischen Jazz, Folk und Weltmusik bewegt.

## Leben und Wirken
Jalal wurde als Tochter syrischer Einwanderer in Frankreich geboren; sie stammt aus einer Künstlerfamilie. Schon als Kind erhielt sie eine klassische musikalische Ausbildung. Mit 17 Jahren begann sie, sich unter dem Eindruck des John-Coltrane-Albums Olé mit Improvisation zu beschäftigen. Auf der Suche nach ihren kulturellen Wurzeln reiste Jalal mit 19 Jahren in das Heimatland ihrer Eltern; in Damaskus hatte sie am Großen Musikinstitut Unterricht auf der Nay. Mit 19 Jahren zog es sie nach Ägypten, wo sie Unterricht bei dem Geiger Abdu Dagher in klassischer arabischer Musik nahm; außerdem arbeitete sie mit dem Jazzmusiker Fathy Salama. In dieser Zeit entstanden Plattenaufnahmen mit der Formation El Dor El Awal um Ahmed Omar und Mohamed Sami (arabisch قرار إزالة Qarār Izāla).
2006 kehrte sie nach Frankreich zurück; dort arbeitet sie seitdem in verschiedenen Bandprojekten, wie der Jazzband Aerophone um Yoann Loustalot, mit der 2013 das Album Flyin’ With entstand. 2009 nahm sie ihr Debütalbum auf. 2011 gründete Jalal dann ihre Gruppe Rhythms of Resistance, mit der sie auch ihr zweites Album Beirut einspielte. 2016 gastierte sie mit ihrer Band auf dem Festival Jazzdor Berlin; im selben Jahr erschien die Produktion Osloob Hayati und das den Märtyrern des syrischen Aufstands gewidmete Album Almot Wala Almazala. 2017 trat sie mit ihrer Band und diesem Programm auf dem INNtöne Jazzfestival auf.

## Diskografische Hinweise
- 2015: Naïssam Jalal & Rhythms of Resistance: Osloob Hayati, (Les couleurs du son)
- 2016: Naïssam Jalal & Rhythms of Resistance Almot Wala Almazala,  (Les couleurs du son)
- 2017: Mathilde Grooss Viddal, Friensemblet Ft. Naïssam Jalal: Out of Silence (Giraffa Records)
- 2018: Naïssam Jalal, Hazem Shaheen: لقاء / Liqaa (Institut du Monde Arabe)
- 2018: Osloob & Naïssam Jalal: Al Akhareen (Les couleurs du son)
- 2019: Quest of the Invisible (Les couleurs du son, mit Leonardo Montana, Claude Tchamitchian)
- 2019: Édouard Ferlet, Naïssam Jalal, Sonny Troupé, Guillaume Latil: Altérité (Mélisse Music)
- 2019: أم العجايب / Om Al Aagayeb (Les couleurs du son)
- 2021: Naïssam Jalal & Rhythms of Resistance: Un Autre Monde (Les couleurs du don)
- 2023: Healing Rituals (Les couleurs du son, mit Clément Petit, Claude Tchamitchian, Zaza Desiderio)[4]
- 2025: Souffles (Les couleurs du son, Duos mit Louis Sclavis, Sylvain Rifflet, Émile Parisien, Archie Shepp, Irving Acao, Robinson Khoury, Thomas de Pourquery, Yom)